# Salix crenata
Salix crenata ist ein polsterförmig wachsender Strauch aus der Gattung der Weiden (Salix) mit etwa 8 Millimeter langen Blattspreiten. Das natürliche Verbreitungsgebiet der Art liegt in China.

## Beschreibung
Salix crenata ist ein polsterförmig wachsender Strauch. Der Stamm ist matt braun, kurz, verdreht und kann verwurzeln. Die Zweige sind gelblich braun, junge Zweige sind kurz jedoch sehr dicht angeordnet. Junge Triebe sind spärlich behaart und später verkahlend. Die vegetativen Knospen sind eiförmig, klein und unbehaart. Die Laubblätter wachsen dicht zusammen und bedecken die Zweige. Der Blattstiel ist etwa 4 Millimeter lang. Die ledrige Blattspreite ist eiförmig, etwa 8 Millimeter lang und meist 3,5, selten bis 5 Millimeter breit. Der Blattrand ist locker aber regelmäßig drüsig gesägt, die Blattbasis ist keilförmig, die Spitze gerundet. Die Blattoberseite ist grün, glänzend, kahl und runzelig, die Unterseite ist grünlich und anfangs zottig behaart. Die Mittelrippe ist auf der Oberseite eingesenkt, auf der Unterseite erhöht.
Als Blütenstände werden sehr kleine Kätzchen aus etwa fünf Blüten gebildet. Die Tragblätter sind gelblich grün, verkehrt eiförmig, häutig, und auf der Oberseite nahe der Basis entlang des Blattrands behaart. Die Blattspitze ist abgerundet. Männliche Blüten haben adaxial und abaxial eine zylindrische Nektardrüse, die abaxiale Drüse ist dünner und manchmal zweilappig. Die zwei Staubblätter sind etwa 3,5 Millimeter lang und damit etwa 3 Mal länger als die Tragblätter. Die Staubfäden sind an der Basis behaart, die Staubbeutel sind gelb. Weibliche Blüten haben eine adaxial liegende, zylindrische Nektardrüse. Der Fruchtknoten ist zylindrisch, etwa 3 Millimeter lang, lang gestielt und etwa gleich lang wie die Tragblätter. Der Griffel ist kurz und zweiteilig, die Narbe ist zweilappig. Die Kapselfrüchte sind lang eiförmig. Salix crenata blüht im Juli, die Früchte reifen im August und September.

## Vorkommen
Das natürliche Verbreitungsgebiet liegt im Nordwesten der chinesischen Provinz Yunnan und im Autonomen Gebiet Tibet. Salix crenata wächst in Dickichten und in Felsspalten in Höhen von 4300 bis 4800 Metern.

## Systematik
Salix crenata ist eine Art aus der Gattung der Weiden (Salix) in der Familie der Weidengewächse (Salicaceae). Dort wird sie der Sektion Lindleyanae zugeordnet. Sie wurde erst 1998 von Fang Zhenfu und Alexei Konstantinowitsch Skworzow in Novon wissenschaftlich beschrieben, wobei die Beschreibung auf eine ungültige von Hao Jingsheng aufsetzte. Es sind keine Synonyme bekannt. Der Gattungsname Salix stammt aus dem Lateinischen und wurde schon von den Römern für verschiedene Weidenarten verwendet. Das Artepitheton crenata stammt ebenfalls aus dem Lateinischen und bedeutet „gekerbt“.

## Nachweise